# Boslanti
Boslanti is een dorp aan de rivier Saramacca in Boven-Saramacca in het district Sipaliwini in Suriname. Er wonen  marrons van het volk Matawai.
Boslanti bevindt zich in het Centraal Suriname Natuurreservaat. Het werd gesticht in de 19e eeuw en bestaat uit een aantal van nederzettingen die elk worden bewoond door een andere moederlijn. 
In 1919 begon de Evangelische Broedergemeente Suriname met zendingsactiviteiten in het dorp. Vanaf de jaren zestig kwam migratie naar stedelijk gebied op gang. Het dorp heeft een school, en in het naburige Poesoegroenoe is een kliniek gevestigd.  In 2020 werd het dorp voorzien van schoon drinkwater.
Boslanti was vroeger alleen per boot bereikbaar. In het begin van de 20e eeuw duurde een reis vanuit Paramaribo ongeveer een week. Het dorp werd later per vliegtuig bereikbaar via de Poesoegroenoe Airstrip. In 2017 werd een weg geopend die Boslanti met de rest van Suriname verbindt.
Bofe · Boslanti · Cabana · Heidoti · Kwattahede · Makajapingo · Mamadam · Misalibiekondre · Moetoetoetabriki · Nieuw-Jacobkondre · Oemakondre · Pakkapakka · Poesoegroenoe · Stonkoe · Villa Brazil